# Redline (película de 2009)
Redline (Japonés:レッドライン  ; estilizado como REDLINE?) es una película animada japonesa estrenada en 2009 dirigida por Takeshi Koike, producida por Madhouse y distribuida por Tohokushinsha Film. Cuenta con las voces de Takuya Kimura como JP, Yū Aoi como Sonoshee y Tadanobu Asano como Frisbee. Madhouse pretendía estrenar Redline en el Festival Internacional de Cine de Animación de Annecy para ser proyectada entre el verano de 2009 y en la primavera de 2010, pero se produjeron varios retrasos que provocaron que se terminara estrenando en el Festival Internacional de Cine de Locarno el 14 de agosto de 2009 y se empezara a comercializar en Japón en el otoño de 2010.

## Sinopsis
Redline es el último y más grande festival de cuatro ruedas. Esta carrera atrae a millones de aficionados y apostadores desde todos los rincones de la galaxia. Los dos últimos cupos para participar en esta competencia se definen con los ganadores de la Blueline y la Yellowline. JP, más conocido en el circuito de las carreras como Dulce JP desea ganar esta carrera y poder participar en la Redline. Para su desgracia, la carrera se encuentra arreglada para que el no llegue a la línea de meta. En el hospital aburrido y decepcionado ve en las noticias como Sonoshee celebra su clasificación a la carrera Redline. En ese momento llega Fresbee con las ganancias del acuerdo, indicándole que con estas podrá arreglar el Trans-Am y muchas cosas más. JP rechaza el dinero indicandole a Fresbee que ya no se dedicara más a los autos. En este momento paparazzi y reporteros irrumpen en la habitación de JP para obtener una declaratoria de su parte por la oportunidad que se le ofrece de participar en la carrera Redline debido al reciente abandono de dos participantes de su cupo por la elección del lugar donde se realizara la carrera.

## Reparto
- JP: llamado “Dulce JP” es un corredor de carreras que participa en la carrera Yellowline para poder obtener un cupo para competir en Redline; la competencia de autos más popular de la galaxia. Debido a que su auto se encuentra arreglado no logra ganar Yellowline, perdiendo así su cupo para la carrera.
- Sonoshee McLaren: llamada “Cherry Boy Hunter” es una corredora de carreras que participa en la carrera Yellowline; la cual gana, obteniendo así su cupo para competir en Redline; es además el interés amoroso de JP.
- Fresbee: Amigo de la infancia de JP y su mecánico. Sobornado y presionado por un gánster, arregla el Trans-Am de JP para que este no gane la carrera de Yellowline.
- Viejo Mogura: Amigo de JP y el encargado de conseguir las piezas para el auto de este. Viejo gruñón que gusta beber cerveza y que ya no desea trabajar con Fresbee, lo hace solo porque JP le pide que sean equipo como en los viejos tiempos.
- Machine Head: Ganador consecutivo en tres ocasiones de la Redline. Su cuerpo ha sido tan modificado al punto que él es su auto y su auto es él.
- Lynchman: Cazarrecompensas que se clasifica en la Redline junto a su socio Jhonny Boya pagados aparte de participar y manipular la artillería militar de Roboworld.
- Presidente de Roboworld: Dictador de Roboworld, quien intenta impedir que la competencia de Redline se lleve a cabo en su territorio para evitar que la audiencia vea que oculta un arma biológica conocida con el nombre clave de "Funky Boy".
- Comandante Titán:
- Coronel Voltrón:

## Doblaje
| Personaje               | Actor               | Actor                | Actor                  |
| Personaje               | Seiyū               | Doblaje inglés       | Doblaje español        |
| ----------------------- | ------------------- | -------------------- | ---------------------- |
| JP                      | Takuya Kimura       | Patrick Seitz        | Luis Tenorio           |
| Sonoshee McLaren        | Yū Aoi              | Michelle Ruff        | Carol Naranjo          |
| Frisbee                 | Tadanobu Asano      | Liam O'Brien         | Víctor Covarrubias     |
| Boiboi                  | Akane Sakai         | Lauren Landa         | Desirée Sandoval       |
| Bosbos                  | Akemi Kobayashi     | Laura Post           | Azucena Martínez       |
| Jefe Inuki              | Chō                 | Alfred Thor          | Carlos Reynoso         |
| Gori-Rider              | Daisuke Gouri       | George C. Cole       | Héctor Rocha           |
| Todoroki                | Ikki Todoroki       | Cutter Garcia        | Lenin Venosa           |
| Miki                    | Shin'ichirō Miki    | Sam Regal            | Arturo Sian Vidal      |
| Trava                   | Kanji Tsuda         | Joey Morris          | Mario Hernández        |
| Shinkai                 | Yoshiyuki Morishita | Tony Oliver          | Carlos Becerril        |
| Comandante Titán        | Kenyu Horiuchi      | Doug Erholtz         | Manuel Campuzano       |
| Coronel Voltron         | Unshō Ishizuka      | Jamieson Price       | Rafael Quijano         |
| Presidente de Roboworld | Kōsei Hirota        | David Lodge          | Alan Miró              |
| Machine Head            | Kōji Ishii          | Michael McConnohie   |                        |
| Old Man Mole            | Takeshi Aono        | Steve Kramer         |                        |
| Lynchman                | Tatsuya Gashuin     | John White           |                        |
| Johnny Boy              | Yoshinori Okada     | David Roach          |                        |
| Pequeño Deyzuna         | Kenta Miyake        | Derek Stephen Prince | Luis Raymundo Espinosa |

## Desarrollo de la cinta
Animado durante siete años usando 100,000 dibujos hechos a mano.

## Recepción
Redline tuvo una recepción mixta entre el público y la crítica. Entre las personas que la odiaron se encuentra Jana Monji de RogerEbert.com, quien opina «Redline es un desastre esquizoide. Se esfuerza por ser a la vez un thriller hiperbólico y un romance tranquilo. El resultado es un latigazo mental. El director necesita aprender a racionalizar y equilibrar el humor japonés con los elementos más serios de la trama.»  Entre las personas que amaron la cinta se encuentra Tim Maughan de Anime News Network, quien describe la película como «algo muy especial, muy diferente e increíblemente estimulante.»